# 攻略
攻略（こうりゃく）は、敵陣を攻め取ることを意味する名詞である。サ変補助動詞「する」を伴い、他動詞として用いることができる。
元来は軍事用語だが、近年コンピュータゲーム用語として広まり、さらに〈勝利する方法一般〉を指して用いられるようになった。現在「攻略」の語が好んで用いられる文脈は、コンピュータゲームのほか、ギャンブル、株式投機、マーケティング、学習や就職活動、恋愛に性愛など多岐にわたる。こうした攻略を行う際の方法体系を攻略法と呼び、それを扱った書籍を攻略本と呼ぶ。

## 含意・用法
「攻略」には、〈敵陣を攻め取る〉という元来の意味から、〈ある程度の規模をもつ固定的な目標に、何らかの努力や準備をもって攻め入る試み〉というニュアンスが含まれる。したがって、
ゲームを攻略する。
ダンジョンを攻略する。
最終ボスを攻略する。
と言うことはできるが、
ひょっこり現れたザコ敵を攻略した。
のような文は、特殊な文脈のないかぎり不適格である。
また「攻略」は、攻略する主体と攻略される客体との何らかの非対称性を含意することが多い。すなわち「攻略する」と言う話し手は、〈主体が能動的または有意志であり、攻略される客体は受動的または無意志である〉と想定する。したがって、
ピッチャーがバッターを攻略する。（話し手がピッチャーの視点に立ち、バッターを攻められる客体とみなす）
株の攻略法を教えます。（話し手が投機家の視点に立ち、株価の変動という無意志な客体に働きかけるとみなす）
などという言い回しが可能である。
他方、たとえば囚人のジレンマのように競争者が等価である状況では、
囚人Aが囚人Bを攻略している。
などのようには言いがたい。

## コンピュータゲームにおける攻略
コンピュータゲームにおける攻略とは一般に、第一に定められた勝利条件を達成すること、第二に安定的・効率的・高得点・完全にそれを成すことである。なお対人戦における勝利、すなわち有意思かつ対等である人間の対戦相手を打ち負かすことについては、前記の用法から「攻略」とは一般に呼び難い。
コンピュータゲームには、パターンと呼ばれる規則性や多様なキャラクター、多量のマップやシナリオ分岐、高度な操作要求や複雑なコマンドなどが大なり小なり備わっており、これらを把握し的確に対処することで有利に運ぶことができる。攻略法は、こうした情報を網羅し手引きするものである。
攻略法はかつては主にゲーム雑誌や攻略本で紹介され、読者投稿による裏技も流行した。インターネット普及以降は攻略サイトや電子掲示板がそれらに代わり、さらに近年では、ウィキ・動画共有サービス・SNSなどにより不特定多数のプレイヤー間で素早く情報共有され、集合知的に攻略法が編み出されることが多い。
プレイヤー主導のこうした動向、とりわけ攻略動画はネタバレや著作権侵害の問題を抱える一方、実況プレイの隆盛と併せ口コミ効果を狙ってメーカーが公式に許容するケースも増えており、動画共有機能を備えたゲーム機も発売されるなどしている。

## パチンコおよびパチスロにおける攻略
パチンコおよびパチスロにおける攻略とは、パチンコやパチスロで効率よく出玉（メダル）を得ることを指す。また、その手順を攻略法という。具体的には遊技台の特徴、ボーダーライン、ホールの営業方針から最適な立ち回りを選択し、投資を節約して出玉を得るというものである。
攻略法は、パチンコやパチスロが登場した当初から存在したが、最初のころは素人でも上手になれば実行できるものであった。その後、機種の進化と共に攻略法も難易度が高くなっていった。
パチスロの攻略の詳細については攻略法（パチスロ）を参照。

## 外国語
海外の漢字圏の国々においても、コンピュータゲームの手引きの意味で「攻略」の語が用いられることがある。
英語圏では、この意味に「walkthrough」を用いる。